# Постквантовая криптография
Постквантовая криптография — часть криптографии, которая остаётся актуальной и при появлении квантовых компьютеров и квантовых атак. Так как по скорости вычисления традиционных криптографических алгоритмов квантовые компьютеры значительно превосходят классические компьютерные архитектуры, современные криптографические системы становятся потенциально уязвимыми для криптографических атак. Большинство традиционных криптосистем с открытым ключом опирается на задачи факторизации целых чисел или дискретного логарифмирования, которые будут легко разрешимы на достаточно больших квантовых компьютерах, использующих алгоритм Шора. Многие криптографы в настоящее время ведут разработку алгоритмов, независимых от квантовых вычислений, то есть устойчивых к квантовым атакам.
Существуют классические криптосистемы, которые опираются на вычислительно сложные задачи и имеют ряд существенных отличий от указанных выше систем, из-за чего их гораздо сложнее решить. Эти системы независимы от квантовых вычислений, и, следовательно, их считают квантово-устойчивыми (quantum-resistant), или «постквантовыми» криптосистемами.
Постквантовая криптография в свою очередь отличается от квантовой криптографии, которая занимается методами защиты коммуникаций, основанных на принципах квантовой физики.

## Алгоритмы
Постквантовые криптографические конструкции способны спасти криптографический мир от квантовых атак. Хотя квантовый компьютер и уничтожит большинство традиционных алгоритмов (RSA, DSA, ECDSA), но сверхбыстрыми вычислениями не получится полностью избавиться от криптографии, так как постквантовая криптография, в основном, сосредоточена на пяти различных подходах, решающих проблему квантовых атак.

### Криптография, основанная на хеш-функциях
Классическим примером является подпись Меркла с открытым ключом на основе хеш-дерева. Ральф Чарльз Меркл предложил этот алгоритм цифровой подписи в 1979 году как интересную альтернативу цифровым подписям RSA и DSA. Основной недостаток схемы Меркла состоит в том, что для любого открытого ключа на основе хеш-функции существует ограничение на количество подписей, которые могут быть получены из соответствующего набора закрытых ключей. Этот факт и снижал уровень интереса к подписям такого типа, пока не появилась потребность в криптографии, устойчивой к воздействию квантовых компьютеров.

### Криптография, основанная на кодах исправления ошибок
Является одним из наиболее перспективных кандидатов на постквантовые криптосистемы. Классическим примером является схемы шифрования McEliece и Niederreiter.

### Криптография, основанная на решётках
Классическим примером схем шифрования являются Ring-Learning with Errors или более старые NTRU, GGH и криптосистема Миччанчо.

### Криптография, основанная на многомерных квадратичных системах
Одной из самых интересных схем является подпись с открытым ключом Жака Патарина HFE, предложенная им в 1996 году как обобщение предложений Matsumoto и Imai.

### Шифрование с секретным ключом
Ярким примером является шифр Rijndael, предложенный в 1998 году, впоследствии переименованный в AES (Advanced Encryption Standard).

### Шифрование с использованием суперсингулярной изогении
Это аналог протокола Диффи-Хеллмана, основанный на блуждании в суперсингулярном изогенном графе, позволяющий двум и более сторонам получить общий секретный ключ, используя незащищённый от прослушивания канал связи. Считается небезопасным: известна эффективная атака на криптосистемы этого типа.

## Примеры криптографических атак на RSA[2]
В 1978 году документ, опубликованный разработчиками криптографического алгоритма с открытым ключом RSA (аббревиатура от фамилий Rivest, Shamir и Adleman), упоминал новый алгоритм Ричарда Шреппеля «linear sieve», который факторизовал любой RSA модуль {\displaystyle n} длины {\displaystyle [\log _{2}n]+1} бит, используя {\displaystyle 2^{(1+o(1))(\log _{2}n)^{1/2}(\log _{2}\log _{2}n)^{1/2}}} простых операций. Таким образом, для того чтобы этот алгоритм требовал по меньшей мере {\displaystyle 2^{b}} простых операций, необходимо выбирать {\displaystyle n} длины по крайней мере не меньше чем {\displaystyle (0,5+o(1))b^{2}/{\log _{2}b}} бит. Так как {\displaystyle 0{,}5+o(1)} означает, что что-то сходится к {\displaystyle 0{,}5} при {\displaystyle b\to \infty }, то для выяснения правильного размера {\displaystyle n} при конечном {\displaystyle b} требуется более тщательный анализ скорости «linear sieve».
В 1988 году Джон Поллард предложил новый алгоритм факторизации, который называется Общий метод решета числового поля. Этот алгоритм факторизовал RSA-модуль {\displaystyle n} размерности {\displaystyle \log _{2}n} бит, используя {\displaystyle 2^{(1,9\dotso +o(1))(\log _{2}n)^{1/3}(\log _{2}\log _{2}n)^{2/3}}} простых операций. Таким образом, требуется выбирать {\displaystyle n} длины не меньше чем {\displaystyle (0,016\dotso +o(1))b^{3}/(\log _{2}b)^{2}} бит, чтобы алгоритму потребовалось как минимум {\displaystyle 2^{b}} простых операций.
С 2008 года самые быстрые алгоритмы факторизации для классических компьютерных архитектур используют по меньшей мере {\displaystyle 2^{(const+o(1))(\log _{2}n)^{1/3}(\log _{2}\log _{2}n)^{2/3}}} простых операций. Были некоторые улучшения в значениях {\displaystyle const} и в деталях {\displaystyle o(1)}, но не трудно догадаться, что {\displaystyle 1/3} оптимально, и что выбор модуля {\displaystyle n} длиной примерно равной {\displaystyle b^{3}} бит, позволит сопротивляться всем возможным атакам на классических компьютерах.
В 1994 году Питер Шор предложил алгоритм, который факторизовал любой RSA-модуль {\displaystyle n} размерности {\displaystyle b=\log _{2}n} бит, используя {\displaystyle b^{2+o(1)}} (точнее {\displaystyle b^{2}\cdot \log(b)\cdot \log(\log(b))}) кубитовых операций на квантовом компьютере размера порядка {\displaystyle 2\cdot b^{1+o(1)}} кубит (и небольшого количества вспомогательных вычислений на классическом компьютере). Пользуясь алгоритмом Шора, необходимо по крайней мере выбирать модуль {\displaystyle n} битовым размером не меньше чем {\displaystyle 2^{(0,5+o(1))b}} бит, что является слишком большим числом для любого интересующего нас {\displaystyle b}.

## Практические применения криптографических конструкций[2]
Примеров алгоритмов, устойчивых к квантовым атакам, крайне мало. Но несмотря на больший уровень криптографической устойчивости, постквантовые алгоритмы неспособны вытеснить современные криптосистемы (RSA, DSA, ECDSA и др.).
Рассмотрим нападения на криптосистему с открытым ключом, а именно на алгоритм шифрования McEliece, который использует двоичные коды Гоппы. Первоначально Роберт Макэлис представил документы, в которых коды длиной {\displaystyle n} взламываются за {\displaystyle 2^{(0,5+o(1))n/{\log _{2}n}}} простых операций. Таким образом, требуется выбирать {\displaystyle n} не меньше чем {\displaystyle (2+o(1))b\log _{2}b} бит, чтобы алгоритму потребовалось как минимум {\displaystyle 2^{b}} простых операций. Несколько последующих работ сократили количество операций атаки до {\displaystyle n^{\log _{2}n}=2^{(\log _{2}n)^{2}}}, но {\displaystyle (\log _{2}n)^{2}} значительно меньше {\displaystyle 0{,}5n/{\log _{2}n}}, если {\displaystyle n} большое. Поэтому улучшенные атаки до сих пор используют {\displaystyle 2^{(0,5+o(1))n/{\log _{2}n}}} простых операций. Что касается квантовых компьютеров, то их использование приведёт лишь к уменьшению константы {\displaystyle 0,5}, что совсем незначительно сократит количество операций, необходимых для взлома этого алгоритма.
Если система шифрования McEliece так хорошо защищена, то почему она не приходит на смену RSA? Всё дело в эффективности — в частности, в размере ключа. Открытый ключ McEliece использует примерно {\displaystyle {n^{2}}/4} ≈ {\displaystyle {b^{2}}(\log _{2}b)^{2}} бит, в то время как открытому ключу RSA достаточно около {\displaystyle (0{,}016\dots )b^{3}/(\log _{2}b)^{2}} бит. Если {\displaystyle b\to \infty }, то {\displaystyle b^{2+o(1)}} бит для McEliece, будет меньше {\displaystyle b^{3+o(1)}} бит для RSA, но реальные уровни безопасности, такие как {\displaystyle b=128}, позволяют RSA иметь открытый ключ в несколько тысяч бит, в то время как для McEliece размер ключа приближается к миллиону бит.

## Конференция PQCrypto
С 2006 года проводится серия конференций, посвящённых постквантовой криптографии.
- PQCrypto 2006. Лёвенский католический университет, Бельгия, с 23 по 26 мая[9]
- PQCrypto 2008. Университет Цинциннати, США, с 17 по 19 октября[10]
- PQCrypto 2010. Дармштадт, Германия, с 25 по 28 мая[11]
- PQCrypto 2011. Тайбэй, Тайвань, с 29 ноября по 2 декабря[12]
- PQCrypto 2013. Лимож, Франция, с 4 по 7 июня[13]
- PQCrypto 2014. Университет Ватерлоо, Канада, с 1 по 3 октября[14]
- PQCrypto 2016. Предварительный план: Фукуока, Япония, февраль 2016